# La Femme qui pleure (film, 1979)
Pour plus de détails, voir Fiche technique et Distribution.
La femme qui pleure est un drame psychologique français réalisé par Jacques Doillon, sorti en 1979.

## Synopsis
Jacques revient après une longue absence auprès de sa femme Dominique et de leur fille Lola dans leur maison isolée, située sur une colline en Haute-Provence. Dominique pleure. Elle l'avait chassé parce qu'elle ne supportait plus qu'il la voie pleurer. Jacques assiste impuissant aux débordements de son émotion. Elle comprend cette fois qu'il aime une autre femme et le renvoie à nouveau. À la suite d'un banal accident dont est victime Lola, Dominique le rappelle et se rend compte qu'elle ne peut plus continuer à vivre seule. Elle demande à rencontrer Haydée, la nouvelle femme, essaie de l'aimer, installe le couple sous son toit puis s'enfuit. Pendant son absence Jacques et Haydée s'occupent de Lola. À son retour, le malaise grandit. Haydée est peut-être enceinte. Mais le test se révèle négatif. Haydée comprend qu'elle n'a plus rien à espérer de sa liaison avec Jacques et s'en va. Dominique, dans un geste fou, tente de la tuer avec sa voiture. Jacques et Dominique se retrouvent seuls en tête à tête mais se heurtent à une impossibilité de réconciliation. Dominique part avec Lola et laisse Jacques dans sa solitude.

## Fiche technique
Sauf indication contraire, les informations mentionnées dans cette section peuvent être confirmées par la base de données cinématographiques Unifrance,  présente dans la section « Liens externes ».
- Titre original : La Femme qui pleure
- Réalisateur : Jacques Doillon
- Scénariste : Jacques Doillon
- Directeur de la photographie : Yves Lafaye
- Ingénieur du son : Michel Kharat
- Mixeur : Claude Villand
- Monteuse : Isabelle Rathery
- Assistante monteuse : Maureen Mazurek
- Régisseur général : Philippe Lievre
- Cascadeur : Rémy Julienne
- Producteurs : Yves Robert, Danièle Delorme, Claude Berri, Jacques Doillon
- Sociétés de production : Les Productions de la Guéville, Lola Films, Renn Productions
- Pays de production : 100 %  France
- Langue de tournage : français
- Format : Couleur eastmancolor - 1,66:1 - Son mono - 35 mm
- Durée : 90 minutes
- Genre : Drame psychologique
- Date de sortie :
  - France : 9 janvier 1979
  - Espagne : 24 juin 1981
- Mention :
  - France : Interdit aux moins de 12 ans

## Distribution
- Dominique Laffin : Dominique
- Haydée Politoff : Haydée
- Jacques Doillon : Jacques
- Lola Doillon : Lola
- Jean-Denis Robert : Jean-Denis
- Michel Vivian : Michel

## Tournage
Le film a été tourné du 13 février au 31 mars 1978 au domicile du réalisateur en Haute-Provence.

## Distinctions
- Primé par la Fondation Philip Morris pour le cinéma

## Sortie vidéo
Le film sort le 8 juillet 2020 en Blu-ray dans la collection Gaumont Découverte Blu-ray, avec en complément une interview de Jacques Doillon.